# Levantamento de peso nos Jogos Pan-Americanos de 2007 - Até 85 kg masculino
A categoria até 85 kg masculino do levantamento de peso nos Jogos Pan-Americanos de 2007 foi disputada no Pavilhão 2 do Complexo Esportivo Riocentro com nove halterofilistas, cada um representando um país.

## Medalhistas
| Ouro   | COL José Oliver Ruiz  |
| Prata  | CUB Jadier Valladares |
| Bronze | VEN Herbis Márquez    |

## Resultados
| Pos.              | Atleta                   | Grupo | Peso  | Arranque (kg) | Arranque (kg) | Arranque (kg) | Arranque (kg) | Arremesso (kg) | Arremesso (kg) | Arremesso (kg) | Arremesso (kg) | Total (kg) |
| Pos.              | Atleta                   | Grupo | Peso  | 1             | 2             | 3             | Result.       | 1              | 2              | 3              | Result.        | Total (kg) |
| ----------------- | ------------------------ | ----- | ----- | ------------- | ------------- | ------------- | ------------- | -------------- | -------------- | -------------- | -------------- | ---------- |
| Medalha de ouro   | COL José Oliver Ruiz     | A     | 84,45 | 155           | 160           | 160           | 160           | 197            | 203            | –              | 203            | 363        |
| Medalha de prata  | CUB Jadier Valladares    | A     | 84,50 | 155           | 161           | 165           | 161           | 195            | 202            | 205            | 202            | 363        |
| Medalha de bronze | VEN Herbis Márquez       | A     | 84,25 | 155           | 160           | 160           | 155           | 195            | 201            | 201            | 195            | 350        |
| 4                 | USA Kendrick Farris      | A     | 84,15 | 150           | 155           | 158           | 158           | 191            | 195            | 197            | 191            | 349        |
| 5                 | DOM Juan Carlos Quiterio | A     | 84,35 | 145           | 148           | 148           | 145           | 175            | 185            | 190            | 185            | 330        |
| 6                 | CAN Buck Ramsay          | A     | 84,75 | 135           | 140           | 143           | 140           | 170            | 170            | 178            | 178            | 318        |
| 7                 | BRA Rafael Andrade       | A     | 83,75 | 132           | 140           | 143           | 140           | 170            | 175            | 180            | 175            | 315        |
| 8                 | URU Edward Silva         | A     | 84,10 | 115           | 120           | 123           | 120           | 145            | 150            | 155            | 150            | 270        |
| –                 | NCA Denis Isaias Guevara |       |       |               |               |               |               |                |                |                |                | DNS        |

Legenda
| Recorde mundial                  | Recorde mundial (World record)               |                       | Recorde africano                      | Recorde africano (African) |                                           | Q | Classificado por posição (Qualified) |
| Recorde dos Jogos Pan-Americanos | Recorde pan-americano (Pan-American record)  | Recorde da América    | Recorde da América (Americas)         | q                          | Classificado por melhor tempo (Qualified) |   |                                      |
| Melhor marca do ano              | Melhor marca do ano (World leading)          | Recorde asiático      | Recorde asiático (Asian)              | DNS                        | Não largou (Did not start)                |   |                                      |
| Recorde nacional                 | Recorde nacional (National record)           | Recorde europeu       | Recorde europeu (European)            | DNF                        | Não terminou (Did not finish)             |   |                                      |
| Recorde pessoal                  | Recorde pessoal do atleta (Personal best)    | Recorde da Oceania    | Recorde da Oceania (Oceania)          | DSQ / DQ                   | Desclassificado (Disqualified)            |   |                                      |
| Recorde da temporada             | Recorde da temporada do atleta (Season best) | Recorde sul-americano | Recorde sul-americano (South America) | NM                         | Sem marca (No mark)                       |   |                                      |